# 吹田市立吹田東小学校
吹田市立吹田東小学校（すいたしりつ すいたひがし しょうがっこう）は、大阪府吹田市にある公立小学校。
1959年に吹田市立吹田第三小学校より分離開校した。

## 沿革
- 1959年4月 - 吹田市立吹田東小学校として開校。
- 1961年6月 - 開校記念祝賀会を実施。
- 1962年3月 - 校歌・校旗制定。
- 1966年4月 - 校区変更。正雀地区を校区に編入。
- 1967年3月 - 校区変更。日の出町・末広町を吹田市立第三小学校校区へ変更。
- 1976年6月 - 養護学級設置
- 1991年9月 - コンピュータ室完成

## 通学区域
- 吹田市 幸町、川園町、吹東町、南正雀。

卒業生は基本的に吹田市立第五中学校に進学する。

## 交通
- 阪急バス 吹田東小学校前バス停。
- 東海道本線（JR京都線） 岸辺駅 南西へ約1.6km。
- 阪急京都線 正雀駅 南西へ約1.4km、または相川駅 北へ約1.5km。